# 朱壬葆
朱壬葆（1909年—1987年），中国著名动物生理学家。浙江省金华市人。中国科学院院士。

## 生平
1909年出生于浙江金华府金华县岭下朱。1932年毕业于国立浙江大学心理学系，并留校担任助教。1936年考取公费留学。赴英国苏格兰爱丁堡大学研究生院，研究动物生理学，并于1938年获得哲学博士学位。
1939年回国，历任金陵大学农学院教授、国立中央大学（今南京大学）医学院教授、上海医学院（后并入复旦大学，今复旦大学医学院）教授。1951年，参与筹建军事医学科学院生理学系。历任军事医学科学院研究员、研究所副所长，总后勤部卫生部医学科技委员会常委，并被选举为中国科学院生物学部委员（今称中国科学院院士）。